# 2008年のJリーグ ディビジョン1
- 日本プロサッカーリーグ  > Jリーグ ディビジョン1 > 2008年のJリーグ ディビジョン1
- 2008年のスポーツ  >  2008年のサッカー  >  2008年のJリーグ  > 2008年のJリーグ ディビジョン1

この項目では、2008年シーズンのJリーグ ディビジョン1（J1）について述べる。

## 2008年シーズンのJ1のクラブ
2008年シーズンのJ1のクラブは以下の18チームである。このうちコンサドーレ札幌、東京ヴェルディ、京都サンガF.C.が前シーズンのJ2からの昇格クラブである。なお、このシーズンから東京ヴェルディ1969は東京ヴェルディに、名古屋グランパスエイトは名古屋グランパスにそれぞれ呼称を改めた。
| チーム名               | 監督                     | 所在 都道府県 | ホームスタジアム                                | 前年成績 |
| ---------------------- | ------------------------ | ------------- | ----------------------------------------------- | -------- |
| コンサドーレ札幌       | 三浦俊也                 | 北海道        | 札幌ドーム 札幌厚別公園競技場                   | J2 優勝  |
| 鹿島アントラーズ       | オズワルド・オリヴェイラ | 茨城県        | 県立カシマサッカースタジアム                    | J1 優勝  |
| 浦和レッズ             | ホルガー・オジェック     | 埼玉県        | 埼玉スタジアム2002 さいたま市浦和駒場スタジアム | J1 2位   |
| 大宮アルディージャ     | 樋口靖洋                 | 埼玉県        | NACK5スタジアム大宮                             | J1 15位  |
| ジェフユナイテッド千葉 | ヨジップ・クゼ           | 千葉県        | 市原臨海競技場 フクダ電子アリーナ               | J1 13位  |
| 柏レイソル             | 石崎信弘                 | 千葉県        | 日立柏サッカー場                                | J1 8位   |
| FC東京                 | 城福浩                   | 東京都        | 味の素スタジアム                                | J1 12位  |
| 東京ヴェルディ         | 柱谷哲二                 | 東京都        | 味の素スタジアム                                | J2 2位   |
| 川崎フロンターレ       | 関塚隆                   | 神奈川県      | 等々力陸上競技場                                | J1 5位   |
| 横浜F・マリノス        | 桑原隆                   | 神奈川県      | 日産スタジアム ニッパツ三ツ沢球技場             | J1 7位   |
| アルビレックス新潟     | 鈴木淳                   | 新潟県        | 東北電力ビッグスワンスタジアム 新潟市陸上競技場 | J1 6位   |
| 清水エスパルス         | 長谷川健太               | 静岡県        | 日本平スタジアム                                | J1 4位   |
| ジュビロ磐田           | 内山篤                   | 静岡県        | ヤマハスタジアム（磐田）                        | J1 9位   |
| 名古屋グランパス       | ストイコビッチ           | 愛知県        | 名古屋市瑞穂陸上競技場                          | J1 11位  |
| 京都サンガF.C.         | 加藤久                   | 京都府        | 京都市西京極総合運動公園陸上競技場兼球技場      | J2 3位   |
| ガンバ大阪             | 西野朗                   | 大阪府        | 万博記念競技場                                  | J1 3位   |
| ヴィッセル神戸         | 松田浩                   | 大阪府        | ホームズスタジアム神戸                          | J1 10位  |
| 大分トリニータ         | シャムスカ               | 大分県        | 九州石油ドーム                                  | J1 14位  |

### 監督交代
特記なき場合、監督代行はトップチームのヘッドコーチが務めている。
| チーム名               | 前監督               | 退任日  | 監督代行         | 新監督             | 就任日  | 備考                       |
| ---------------------- | -------------------- | ------- | ---------------- | ------------------ | ------- | -------------------------- |
| 浦和レッズ             | ホルガー・オジェック | 3月16日 | -                | ゲルト・エンゲルス | 3月16日 | コーチからの昇格           |
| 川崎フロンターレ       | 関塚隆               | 4月24日 | 高畠勉（コーチ） | 高畠勉             | 4月24日 | コーチからの昇格           |
| ジェフユナイテッド千葉 | ヨジップ・クゼ       | 5月7日  | 澤入重雄         | アレックス・ミラー | 5月22日 | 外部より招聘               |
| 横浜F・マリノス        | 桑原隆               | 7月14日 | -                | 木村浩吉           | 7月14日 | チーム統括本部長からの異動 |
| ジュビロ磐田           | 内山篤               | 8月28日 | -                | ハンス・オフト     | 9月1日  | 外部より招聘               |

## レギュレーションの変更点
- 順位決定方法に反則ポイントが追加となる。
- 2009年から日本のAFCチャンピオンズリーグの出場枠が拡大されたことに伴い、J1の3位までに入ったクラブに出場権が与えられることになった。なお、J1の3位以内に入ったクラブが天皇杯全日本サッカー選手権大会で優勝した場合はJ1で4位のクラブに繰上げで出場権が与えられる。

## 2008年シーズンのJ1のスケジュール
3月8日に開幕戦を行い、5月18日（第13節）から6月28日（第14節）までの間にFIFAワールドカップ・アジア予選のための中断期間をはさんで12月6日まで全34節・計306試合が行われた。
なお、鹿島、浦和、G大阪の3クラブはAFCチャンピオンズリーグ2008と平行しての参加となった。

## リーグ概要
前年のアジア王者・浦和が開幕2連敗で、ホルガー・オジェックが監督を解任された。序盤戦の主役となったのが、ドラガン・ストイコビッチ新監督に率いられた、名古屋である。サイドからの崩しを中心とした攻撃サッカーは多くのメディアで「美しい」と評され、勝ち点を積み重ねた。しかし、首位争いをリードするまでには至らず、鹿島やFC東京、柏、さらには監督交代後に立ち直った浦和などとの団子状態となる。
中盤戦で調子を上げたのが、ペリクレス・シャムスカ監督就任4年目を迎えた大分である。リーグ最少失点を誇る堅守からのカウンターを武器に次々と勝利を重ね、26節に首位に立った。また、シーズンを通じて常に安定した戦いを続けてきた鹿島、下位に沈んでいた清水や川崎などが浮上した。
最終節に優勝の可能性を残したのは、鹿島、名古屋、川崎の3クラブ。名古屋は引き分け、川崎は勝利したものの、自力で優勝を決められる立場にあった鹿島がきっちりと勝利を収め、2000年-2001年シーズン以来、史上初となる2度目のリーグ連覇を達成した。2位は川崎、3位は名古屋となり、それぞれ翌シーズンのACL出場権を獲得した。なお、優勝チームが獲得した勝ち点63は、2005年より始まった18チームでのJ1リーグ戦において、2005年シーズン優勝のG大阪（勝ち点60）に次ぐ低水準であった。なお、優勝した鹿島は日本で開催されたFIFAクラブワールドカップ2008への開催国枠での出場が予定されていたが、その年のAFCチャンピオンズリーグ2008でG大阪が優勝しアジア代表として出場することになったため、同一国から1クラブのみ出場という規程により鹿島のクラブワールドカップ出場はなくなった（代わりにACL準優勝のアデレード・ユナイテッドFCが開催国枠で出場）。
昇格1年目の札幌は、第16節を最後に全く勝てず、結局前年の横浜FCと並ぶ最速タイとなる、残り5試合を残しての降格となった。札幌以外のJ1残留争いは、オフに主力選手が軒並み移籍した千葉、昇格組の東京Vに加え、前年は中位だった新潟や磐田、大宮の5クラブが降格の可能性を残すことになった。最終節、大宮と新潟がそれぞれ勝利し自力で残留を確定させた一方、勝利した上で上位クラブの結果を待つしかない、という最も厳しい状況にあった17位の千葉が、0-2のビハインドから最後の15分間で4点を奪う大逆転勝ち。順位を15位に上げて逆転残留を果たし、最終節で敗退した東京Vが17位となってJ2降格。大宮に敗戦した磐田が16位でシーズンを終え、J1・J2入れ替え戦に回った。

## 順位表
| 順 | チーム                 | 試 | 勝 | 分 | 敗 | 得 | 失 | 差  | 点 | 出場権または降格                      |
| -- | ---------------------- | -- | -- | -- | -- | -- | -- | --- | -- | ------------------------------------- |
| 1  | 鹿島アントラーズ (C)   | 34 | 18 | 9  | 7  | 56 | 30 | +26 | 63 | ACL2009グループステージの出場権を獲得 |
| 2  | 川崎フロンターレ       | 34 | 18 | 6  | 10 | 65 | 42 | +23 | 60 | ACL2009グループステージの出場権を獲得 |
| 3  | 名古屋グランパス       | 34 | 17 | 8  | 9  | 48 | 35 | +13 | 59 | ACL2009グループステージの出場権を獲得 |
| 4  | 大分トリニータ         | 34 | 16 | 8  | 10 | 33 | 24 | +9  | 56 |                                       |
| 5  | 清水エスパルス         | 34 | 16 | 7  | 11 | 50 | 42 | +8  | 55 |                                       |
| 6  | FC東京                 | 34 | 16 | 7  | 11 | 50 | 46 | +4  | 55 |                                       |
| 7  | 浦和レッズ             | 34 | 15 | 8  | 11 | 50 | 42 | +8  | 53 |                                       |
| 8  | ガンバ大阪             | 34 | 14 | 8  | 12 | 46 | 49 | −3  | 50 |                                       |
| 9  | 横浜F・マリノス        | 34 | 13 | 9  | 12 | 43 | 32 | +11 | 48 |                                       |
| 10 | ヴィッセル神戸         | 34 | 12 | 11 | 11 | 39 | 38 | +1  | 47 |                                       |
| 11 | 柏レイソル             | 34 | 13 | 7  | 14 | 48 | 45 | +3  | 46 |                                       |
| 12 | 大宮アルディージャ     | 34 | 12 | 7  | 15 | 36 | 45 | −9  | 43 |                                       |
| 13 | アルビレックス新潟     | 34 | 11 | 9  | 14 | 32 | 46 | −14 | 42 |                                       |
| 14 | 京都サンガF.C.         | 34 | 11 | 8  | 15 | 37 | 46 | −9  | 41 |                                       |
| 15 | ジェフユナイテッド千葉 | 34 | 10 | 8  | 16 | 36 | 53 | −17 | 38 |                                       |
| 16 | ジュビロ磐田 (O)       | 34 | 10 | 7  | 17 | 40 | 48 | −8  | 37 | J1・J2入れ替え戦 2008                 |
| 17 | 東京ヴェルディ (R)     | 34 | 10 | 7  | 17 | 38 | 50 | −12 | 37 | J2 2009へ降格                         |
| 18 | コンサドーレ札幌 (R)   | 34 | 4  | 6  | 24 | 36 | 70 | −34 | 18 | J2 2009へ降格                         |

最終更新は2008年12月6日の試合終了時
出典: J. League Data Site
順位の決定基準: 1. 勝点; 2. 得失点差; 3. 得点数.
.

## 得点ランキング
| 順位   | 選手               | 所属                   | 得点 |
| ------ | ------------------ | ---------------------- | ---- |
| 得点王 | マルキーニョス     | 鹿島アントラーズ       | 21   |
| 2      | ダヴィ             | コンサドーレ札幌       | 16   |
| T3     | 鄭大世             | 川崎フロンターレ       | 14   |
| T3     | 柳沢敦             | 京都サンガF.C.         | 14   |
| 5      | アレッサンドロ     | アルビレックス新潟     | 13   |
| 6      | 赤嶺真吾           | FC東京                 | 12   |
| 6      | ジュニーニョ       | 川崎フロンターレ       | 12   |
| 6      | ヨンセン           | 名古屋グランパス       | 12   |
| T9     | 田中マルクス闘莉王 | 浦和レッズ             | 11   |
| T9     | エジミウソン       | 浦和レッズ             | 11   |
| T9     | 巻誠一郎           | ジェフユナイテッド千葉 | 11   |
| T9     | カボレ             | FC東京                 | 11   |
| T9     | ディエゴ           | 東京ヴェルディ         | 11   |
| T9     | 小川佳純           | 名古屋グランパス       | 11   |
| T9     | 大久保嘉人         | ヴィッセル神戸         | 11   |

2008年12月6日

出典: J. League Data